# Schwab Löw
Schwab Oroszlán Löw (héberül: יהודה לייב שוואב, Júda Leib Schwab; Kromau, Morvaország, 1794. február 7. – Pest, 1857. április 3.) zsidó rabbi.

## Élete
Már fiatal korában behatóan foglalkozott a Talmuddal, melynek alaposabb tanulmányozása végett 1805-ben Nikolsburgba ment Benedict Márk nagy hírű morvaországi rabbi, 1807-ben Pozsonyba Szofer Mózes talmudiskolájába, 1808-ban ismét Nikolsburgban, majd Třebíčben és (1812) Gewitschben folytatta tanulmányait, melyek ekkor már az izraelita vallásbölcsészetre és modern tudományokra is kiterjedtek. 1836-ban a még fiatal, de már felvirágzó pesti hitközség lelkipásztora és Magyarországon az első rabbi lett, aki a zsinagóga szószékén – bár a régi modorú előadásokban is mester volt – meghonosította a modern szónoklatot és megvetette a modern izraelita hitközsége alapját. Létesített jótékony intézeteket, emelte az iskolaügyet, szabályozta az istentiszteletet, fáradozott az izraeliták társadalmi és jogi állásának emelésén és a kézműnek terjesztésén hitfelei közt. Mint a mérsékelt, és óvatos vallásos haladás embere küzdött az 1848-ban keletkezett pesti zsidó református egyház merész hitújításai ellen. Mint a magyar ügynek lelkes híve és szószólója 1849-ben elfogták és 12 hetet töltött az Újépület börtönében.

## Családja
Schwab Dávid publicistának atyja, Lőw Lipótnak apósa volt.